# ウースチー・ナド・ラベム
ウースチー・ナド・ラベム （チェコ語: Ústí nad Labem [ˈuːsciː ˈnad labɛm] ( 音声ファイル), ドイツ語: Aussig an der Elbe）は、チェコ・ウースチー州の都市。ドイツ語の読みはアウスィヒ・アン・デア・エルベ。画家アントン・ラファエル・メングスはこの町の出身である。

## 歴史
ウースチー・ナド・ラベムは993年頃貿易中心地として名前が記載された。市は13世紀後半にボヘミア王オタカル2世によってつくられた。1423年、神聖ローマ皇帝ジギスムントから、ザクセンの守備隊とともに町を征服したマイセン辺境伯フリードリヒ1世に対して誓約がされた。1426年6月16日、町はわずか25,000人の手勢のフス派軍に包囲され（ウースチー・ナド・ラベムの戦い）、救援のため派遣された7万人のドイツ軍が大量殺戮のうえ大敗した。町は翌日襲撃され略奪にあった。3年あまり疲弊したままほうって置かれ、1429年に町は再建された。三十年戦争と七年戦争では被害を受けた。
ウースチーは、1813年8月29日と30日に起きた、フランス軍（ドミニク・ヴァンダンム指揮）対オーストリア帝国・プロイセン王国連合軍の戦いの場所から遠くない。フランス軍が負け、ヴァンダンムは10,000人の兵士らと共に捕虜となった。
19世紀の間に町は非常に産業化された。採掘と化学産業、河川輸送が重要な資産だった。現在も化学製品、冶金学製品、機械部品産業、織物と食品産業が盛んである。
ウースチーは初期ナチズムの中心であった。1903年11月15日、オーストリアにおけるドイツ労働者党（Deutsche Arbeiterpartei in Österreich）が結成された。これはズデーテン・ドイツ人党とオーストリア国民社会主義運動の元となった。これらの活動の文書はほとんどウースチーで印刷された。
1945年4月27日から19日にかけ、市は連合国軍の空襲に遭い、500人の死者が出た。戦後すぐの7月31日、ドイツ人市民に対するウースチーの虐殺が起きた。1945年と1946年にかけ、この地域に住んでいたドイツ人のほとんどにあたる53,000人が追放された（ドイツ人追放）。追放されたドイツ人に代わりソビエト連邦、スロバキア、ルーマニアから多くの移民がやってきたが、その多くはロマとシンティ・ロマ人であった。冷戦時代、一帯の文化的・教育的レベルは地に落ちた。1970年代から1980年代にかけ、ウースチーに多くのパネラーク建築がつくられた。1989年のビロード革命でチェコスロバキア共産主義政権が崩壊すると、市の中核産業は経済危機にさいなまれた。
ストリェコフ要塞は市の南部郊外にある。ウースチーは、ボヘミア高地とチェスケー・シュヴィーカルスコ国立公園のロマンティックな光景を楽しむ観光の中心である。

### マティツィニー街の壁
ウースチーは、1990年代後半に全長150メートルの壁をマティツィニー街に建てたことで悪名高かった。家族で住む家と、他人をごまかして住む人間の借家とを離すためであった。後者が主にロマ人の家であったことから、国際的な人種差別スキャンダルに発展した。市長ラディスラヴ・フルシュカは地元の大家に1998年9月下旬に壁が完成すると表明した。外国のマスコミが調査のためウースチーへ到着し、彼らは市会議員から『壁は人種を隔てる意味はないが、普通の市民を通りの反対側から聞こえる騒音やつまらないものから安全にしておくためだ。』と説明した。
9月、市は4メートルの防音壁を1.8メートルのセラミック・ブロック製壁に変更すると発表。子供の遊び場が借家群の正面に建設された。これらの転換にもかかわらず、ロマ人政党と首相代理ヴラジミール・シュピドラは建設に声高に反対した。壁はアメリカ合衆国下院議員クリス・スミスに批判され、欧州評議会からの代表団は人種差別主義者として壁を揶揄し猛烈な解釈をおこなった。
新たな計画による壁建設計画が始まり、1999年10月5日に工事が始まり、13日に完成された。体を張って壁建設に反対するロマ人が50人集まり、人間の壁を作った。国内と海外から圧力を受け、すぐに市は壁の撤去を決定。完成から6週間後に壁は壊された。

## 姉妹都市
- ハルトン（英語版）、イギリス
- ケムニッツ、ドイツ
- ウラジーミル、ロシア

## 参照
- この記事にはアメリカ合衆国内で著作権が消滅した次の百科事典本文を含む: Chisholm, Hugh, ed. (1911). "Aussig". Encyclopædia Britannica (英語). Vol. 2 (11th ed.). Cambridge University Press. p. 936.